# Política de hechos consumados
Política de hechos consumados es un libro de relatos y poemas escrito por Nacho Vegas y publicado por la editorial Lambert Palmar en 2004. En 2006 hubo una segunda edición del libro, ahora por la editorial Limbo Starr y en 2009 se presentó una edición ampliada del libro con ilustraciones de Pablo Gallo, también en Limbo Starr. El libro fue escrito en la época en que compuso Cajas de música difíciles de parar. 
El libro es una recopilación de relatos, poemas y monólogos en los que se mezclan hechos supuestamente autobiográficos con reflexiones del autor. De interés especial para los seguidores de Nacho Vegas tiene el relato El Ángel Simón en el que se complementa la historia que se cuenta en la canción del mismo nombre.